# Hopper (espaçonave)
O Hopper foi um projeto da Agência Espacial Europeia para um veículo de lançamento orbital automático e reutilizável. O protótipo do avião espacial para o serviço de transporte foi uma das várias propostas para um veículo de lançamento reutilizável europeu planejado para colocar satélites em órbita com baixo custo em 2015. O "Phoenix" foi um projeto germano-europeu para um modelo em escala com o conceito do veículo Hopper.

## Contratantes
A EADS foi responsável pela gestão do projeto e para todo o equipamento do sistema de software. Outras empresas parceiras também estavam envolvidas no desenvolvimento. A Agência Espacial Europeia (ESA) e a EADS esperavam completar o desenvolvimento do Hopper entre 2015 e 2020. Após o primeiro teste glide em maio de 2004, não há atualizações recentes e, eventualmente, o projeto foi cancelado.